# دهستان دهدشت شرقی
دهدشت شرقی، دهستانی از توابع بخش مرکزی شهرستان کهگیلویه در استان کهگیلویه و بویراحمد ایران است.

## جمعیت
براساس سرشماری سال ۱۳۸۵ جمعیت آن ۱۲٬۲۷۳ نفر (۲٬۲۱۱ خانوار) بوده‌است.